# اوایرا
اوایرا (به لاتین: Uvira) یک شهر در جمهوری دموکراتیک کنگو است که در Sud-Kivu Province واقع شده‌است. اوایرا ۳۷۸٬۷۳۶ نفر جمعیت دارد و ۷۴۶ متر بالاتر از سطح دریا واقع شده‌است.